# Madiumba
La madiumba es un instrumento musical que se usaba en el Congo. Consta de una caja de armonía constituida por un caparazón de tortuga, y tiene nueve laminillas que suenan golpeándolas con un pequeño mazo.
También se le denomina marimba y tiene muchas variantes en número y el material con que se construyen las laminillas, así como en la caja de resonancia. 
Se trata de una especie de xilófono.
- Datos: Q5989356